# Hanna Huskova
Hanna Huskova, född den 28 augusti 1992 i Minsk är en belarusisk freestyleåkare.
Hon tog en guldmedalj i hopp vid de olympiska freestyletävlingarna 2018 i Pyeongchang. Vid olympiska vinterspelen 2022 i Peking tog Huskova silver i samma gren.